# Metacarcinus
Metacarcinus là một chi cua trong họ Cancridae. Trước đây, các loài thuộc chi này được xếp vào chi Cancer. Nó bao gồm 9 loài hóa thạch và 5 loài còn tồn tại, trong đó 4 loài cũng được biết đến từ ghi nhận hóa thạch. Một nghiên cứu phân tử sử dụng gen cytochrome oxidase I đã cho thấy tính không đơn ngành của chi này.

## Các loài còn tồn tại
| Hình ảnh | Tên khoa học                | Tên thường gọi                                  | Phân bổ                                                                         |
| -------- | --------------------------- | ----------------------------------------------- | ------------------------------------------------------------------------------- |
|          | Metacarcinus anthonyi       | cua đá vàng hoặc cua vàng                       | Bờ biển Thái Bình Dương của Bắc Mỹ                                              |
|          | Metacarcinus edwardsii      | cua đá mola, cua đá miền Nam, hoặc cua đá Chile | Bờ biển Thái Bình Dương giữa Guayaquil ở Ecuador và Kênh Beagle ở cực nam Chile |
|          | Metacarcinus gracilis       | cua đá duyên dáng hoặc cua mảnh khảnh           | từ Alaska đến Bahía Magdelena, Baja California                                  |
|          | Metacarcinus magister       | cua Dungeness                                   | bờ biển phía tây của Bắc Mỹ                                                     |
|          | Metacarcinus novaezelandiae | cua vỏ bánh                                     | New Zealand và Đông Nam Úc.                                                     |

## Hóa thạch
- †Metacarcinus danai (Miocen, California)
- †Metacarcinus davidi (Miocen đến Pliocen, California)
- †Metacarcinus goederti (Oligocene, Alaska)
- †Metacarcinus izumoensis (Miocene, Nhật Bản)
- †Metacarcinus jenniferae (trung kỳ Pliocen, California)
- †Metacarcinus minutoserratus (Pliocene, Nhật Bản)
- †Metacarcinus starri (sơ kỳ Oligocene, Washington)